# 울리차 아카데미카 얀겔랴역
울리차 아카데미카 얀겔랴 역(러시아어: У́лица Акаде́мика Я́нгеля)은 모스크바 지하철 세르푸홉스코 티미랴젭스카야 선의 역이다. 2000년 8월 31일에 개장했다. 이 역은 울리차 아카데미카 얀겔랴 거리로 연결된다.